# Пасіка (Мукачівський район)
Па́сіка (угор. Kishídvég)— село в Україні, у Мукачівському районі (до 2020 року Свалявському районі) Закарпатської області, увійшло до Полянської сільської громади.

## Історія
Перша згадка у 1600 році як Paszika.
Інші згадки: 1630 — Pasika, 1645 — Paszika, 1773 — Paszika, Pasika, 1808 — Paszika, Paseka, Pasyka, 1851 — Pászika, 1913 — Kishidvég, 1925 — Pasika, 1944 — Paszika, Пасъка, 1983 — Пасіка, Пасека.

## Релігія
храм св. арх. Михайла. 1804.
У 1672 р. в селі був священик Іван Русин. У 1692 р. Пасіка згадується як філія Сускова, а в 1699 р. вперше згадано церкву, що, можливо, стояла на місцині, яка дотепер називається «Гробище».
Дерев'яну церкву з одним дзвоном згадують у 1733 р. за священика Симона Тарковича, батька майбутнього єпископа, і в 1778 р.
У 1804 р. трохи вище місця, де була дерев'яна церква, збудовано муровану церкву базилічної форми. Розповідають, що церкву будували за турків, мури вийшли дуже міцні, бо каміння клали на «гарячому» вапні. Близько 1919 р. Іван Лендєл зробив хори і дерев'яну конструкцію, що тримає на вежі церкви три дзвони. Менший дзвін відлили в 1822 р. зусиллями Юрія Кеменяша та Василя Немеша. Великий дзвін замовили на початку 1920-х років Василь Желізник та Іван Кеменяш. Іконостас з 28 ікон походить з початку XX ст.
У Пасіці народився Григорій Таркович (1754—1841) — перший єпископ створеної в 1816 р. Пряшівської греко-католицької єпархії.

#### Присілки
Гробищі
Назва «гробищі» походить від слова гроби. Колись на даній місцевості була дерев'яна церква, біля неї було кладовище. Існують версії, що церква провалилась крізь землю. Могили теж зникли. А назва залишилась — «гробищі».
Чонки
Коли починало будуватись село, то одним із перших жителів його був дід Чонок, що проживав біля лісу. Звідси й походить назва «чонки».
Рупищі — це права нижня частина села. Назва «рупищі» походить від слова рупа. Рупа — це велика яма, яку обкладали соломою і закладали в неї урожай на зиму. Від даного заняття жителів вулиці й пішла її назва.
Рубани
На місці однієї з сучасних вулиць села колись були майже непрохідні чагарники. З кожним роком людей, що будували собі житло на цій місцевості, все більшало й більшало. Вони вирубували чагарники та дерева, прокладаючи шлях для зручності будівництва. Тому й назвали урочище Рубани, бо тут постійно щось вирубували.
За селом росте великий буковий ліс. Посеред нього височіє кам'яна скеля. Багато зусиль потрібно, щоб подолати її вершину.
Коли стати на верхівку цієї скелі, то навкруги видно всі навколишні села. Тут, на вершині, ростуть лісові квіти, папороть, різноманітні кущі й невисокі дерева.

Як підказали тутешні жителі, через кількасот метрів за селом, якщо їхати головною дорогою, по праву руку можна побачити криницю з мінеральною водою. Вона і є відправною точкою на шляху до гейзера. Вода в бетонному колодязі не зникає ніколи, ні влітку, ні взимку. Якщо заглянути всередину, можна побачити, як в ньому булькотить вода. Кольору вона жовтуватого, а на смак — справжня мінеральна. Час від часу біля криниці зупиняються водії автівок, щоб втамувати спрагу. Переважно, це місцеві жителі. Кажуть, до смаку цієї води вже звикли, вважають, що вона дійсно цілюща. Таких джерел тут вистачає, а тому, з органами шлунково–кишкового тракту у них — жодних проблем. пробурили свердловину, як розповіли місцеві, ще в 60- ті роки, коли тут шукали термальну воду, а знайшли холодну, та ще й з занадто великим вмістом гідрокарбонату.

## Легенда
Колись давно жили в селі парубок та дівчина. Міцно покохали одне одного. Та недовго розцвітало їхнє щастя. Перешкодою стала нерівність закоханих. Дівчина була з бідної сім'ї, й батьки парубка не захотіли невістку без посагу.
З розпачу дівчина вирішила забратись на скелю й покінчити життя самогубством. Довго й тяжко дерлася по слизькому камінню, та любов до коханого додавала сили. Будучи вже на самому вершечку, вона почула голос коханого, що лунав знизу, спіткнулась і стрілою полетіла вниз. Хлопець швидко підбіг до неї, підняв на руки, але кохана була мертвою.
Минуло відтоді багато часу. Багато закоханих приходять сюди, щоб подивитись на цю скелю, а деякі вилазять на неї і, взявшись за руки, дають клятву один одному у вічному коханні. Тому цю гору називають Скелею кохання.

## Населення
Згідно з переписом УРСР 1989 року чисельність наявного населення села становила 1242 особи, з яких 620 чоловіків та 622 жінки.
За переписом населення України 2001 року в селі мешкало 1179 осіб.

### Мова
Розподіл населення за рідною мовою за даними перепису 2001 року:
| Мова       | Відсоток |
| ---------- | -------- |
| українська | 98,91 %  |
| російська  | 0,75 %   |
| угорська   | 0,25 %   |

## Туристичні місця
- Мінеральний гейзер
- Скеля кохання
- храм св. арх. Михайла. 1804.

## Особистості

### Народилися
- Таркович Григорій —  перший єпископ Пряшівської греко-католицької єпархії, створеної в 1816 році.
- Михайло Якимович Грицюк — український скульптор.
- Кобаль-Ліхтей Тетяна Василівна — українська поетеса та прозаїк.